# Arctic Race of Norway 2013
Die 1. Arctic Race of Norway 2013 war ein norwegisches Straßenradrennen. Das Etappenrennen fand vom 8. bis zum 11. August 2013 statt. Zudem gehörte das Radrennen zur UCI Europe Tour 2013 und dort in der Kategorie 2.1 eingestuft.

## Teilnehmende Mannschaften
| ProTeams (5)- BMC Racing Team - Katusha - Belkin - Argos-Shimano - Vacansoleil-DCM Professional Continental Teams (7)- Team Europcar - Cofidis, Solutions Crédits - NetApp-Endura - Accent Jobs-Wanty - Topsport Vlaanderen-Baloise - Crelan-Euphony - Champion System Continental Teams (8)- Plussbank - Joker Merida - People4you-Unaas Cycling - Frøy-Bianchi - BigMat-Auber 93 - Øster Hus-Ridley - Ringeriks-Kraft Look - OneCo |
| |

## Etappen
| Etappe    | Datum    | Etappenorte           | type                 | Länge (km) | Etappensieger    | Gesamtführender  |
| --------- | -------- | --------------------- | -------------------- | ---------- | ---------------- | ---------------- |
| 1. Etappe | 8. Aug.  | Bodø – Bodø           | Mittelschwere Etappe | 192,5      | Kenny van Hummel | Kenny van Hummel |
| 2. Etappe | 9. Aug.  | Svolvær – Svolvær     | Flachetappe          | 156,5      | Thor Hushovd     | Thor Hushovd     |
| 3. Etappe | 10. Aug. | Svolvær – Stokmarknes | Flachetappe          | 201,5      | Nikias Arndt     | Kenny van Hummel |
| 4. Etappe | 11. Aug. | Sortland – Harstad    | Flachetappe          | 155        | Thor Hushovd     | Thor Hushovd     |

## Wertungstrikots
| Etappe         | Etappensieger    | Gesamtwertung    | Punktewertung    | Bergwertung          | Nachwuchswertung | Teamwertung                 |
| -------------- | ---------------- | ---------------- | ---------------- | -------------------- | ---------------- | --------------------------- |
| 1              | Kenny van Hummel | Kenny van Hummel | Kenny van Hummel | Lars Petter Nordhaug | Barry Markus     | Vacansoleil-DCM             |
| 2              | Thor Hushovd     | Thor Hushovd     | Thor Hushovd     | Lars Petter Nordhaug | Sander Helven    | Topsport Vlaanderen-Baloise |
| 3              | Nikias Arndt     | Kenny van Hummel | Kenny van Hummel | Lars Petter Nordhaug | Barry Markus     | Topsport Vlaanderen-Baloise |
| 4              | Thor Hushovd     | Thor Hushovd     | Thor Hushovd     | Lars Petter Nordhaug | Nikias Arndt     | Crelan-Euphony              |
| Wertungssieger | Wertungssieger   | Thor Hushovd     | Thor Hushovd     | Lars Petter Nordhaug | Nikias Arndt     | Crelan-Euphony              |